# 富格遜
富格遜（英語： PC；1929年9月13日—2020年8月30日），加拿大政治人物，加拿大自由黨籍。
1980年當選加拿大下議院議員。1980至1982年任小型企業及旅遊國務部長國會秘書。1982至1984年任執政黨副黨鞭。1984年3至6月任財政部長國會秘書。1984年6月任農業部長，同年9月卸任。1993年退出政壇。2020年逝世，享耆壽90歲。

## 外部連結
- 富格遜 – 加拿大国会传记| 編輯維基數據鏈接 | - VIAF - WorldCat |